# Johann Wulbrand Reiche
Johann Wulbrand(t) Reiche (* 1631; † 14. Februar 1679 in Hildesheim) war ein deutscher Jurist. Er war braunschweig-lüneburgischer Landsyndikus und Konsistorialrat sowie Besitzer der Kemenate Großbodungen.

## Leben und Wirken
Als Enkel des Barthold Reiche und Sohn des Conrad Caspar Reiche stammte er aus Alfeld (Leine) und wurde Respondent an der Universität Helmstedt. Als Konsistorialrat und Landsyndikus trat er in den Dienst der Herzöge von Braunschweig. In Großbodungen besaß er bis zum Verkauf an Thomas Billeb 1660 eine Hälfte der dortigen Kemenate.
Er war mit Anna Catharina Hoffmeister, Tochter des Syndicus Melchior Hofmeister, verheiratet, die zwei Tage nach ihm starb. Den beiden Verstorbenen zu Ehren erschien eine Leichenpredigt in Druck.

## Publikationen (Auswahl)
- (mit Heinrich Hahn): De exceptionibus : tam in genere, quam in specie, et primo quidem absolute, quoad principia, deinde relate ad processum consideratis, una cum iis, quae in novissimo Imperii recessu de anno 1654 circa hanc materiam sunt mutata. Helmstedt, 1657.
- (mit anderen Autoren): Dissertatio Iuridica De Exceptionibus : Tam in genere, quam in specie, & primo quidem absolute, quoad principia, deinde relate ad processum consideratis, una cum iis, quae in novissimo Imperii Recessu de anno 1654. circa hanc materiam sunt mutata. Helmstedt, 1657.
- (mit anderen Autoren): Disputatio Iuridica Inauguralis De Poenitentia. Helmstedt, 1660.